# اگوستین فرناندز (بازیکن فوتبال)
اگوستین فرناندز (انگلیسی: Agustín Fernández؛ زادهٔ ۱۵ مارس ۱۹۸۲) بازیکن فوتبال اهل اسپانیا است.
از باشگاه‌هایی که در آن بازی کرده‌است می‌توان به باشگاه فوتبال سابادل، باشگاه فوتبال رئال مادرید سی، باشگاه فوتبال راسینگ سانتاندر، و باشگاه فوتبال دپورتیوو آلاوس اشاره کرد.